# Ban des Treize
Le ban des Treize est une ancienne division du pays messin.
Il comprenait, jusqu’en 1790, les parties les plus voisines de l’enceinte de la ville de Metz, sur lesquelles s’étendait l’autorité des magistrats municipaux, sur le territoire de Magny, Borny, Plantières, Saint-Julien, Vallières-lès-Metz, Malroy, Woippy, Lorry, Plappeville, Le Ban-Saint-Martin et Longeville-lès-Metz.
Ce ban était divisé en cantons ruraux, tels que : Seille et Outre-Seille, Plantières, Saint-Julien-sur-Moselle, Dasle.

## Source
- Ernest de Bouteiller, Dictionnaire topographique de l'ancien département de la Moselle, rédigé en 1868.